# Heliophanus tricinctus
Heliophanus tricinctus är en spindelart som beskrevs av Koch C.L. 1837. Heliophanus tricinctus ingår i släktet Heliophanus och familjen hoppspindlar. Inga underarter finns listade i Catalogue of Life.